# Ireen Sheer/Diskografie
Diese Diskografie ist eine Übersicht über die musikalischen Werke der deutsch-britischen Schlagersängerin Ireen Sheer. Ihre erfolgreichste Veröffentlichung ist die Single Goodbye Mama, mit der sie Top-10-Erfolge in Deutschland und der Schweiz feierte.

## Alben

### Studioalben
| Jahr | Titel Musiklabel                    | Höchstplatzierung, Gesamtwochen, AuszeichnungChartplatzierungen (Jahr, Titel, Musiklabel, Platzierungen, Wochen, Auszeichnungen, Anmerkungen) | Höchstplatzierung, Gesamtwochen, AuszeichnungChartplatzierungen (Jahr, Titel, Musiklabel, Platzierungen, Wochen, Auszeichnungen, Anmerkungen) | Höchstplatzierung, Gesamtwochen, AuszeichnungChartplatzierungen (Jahr, Titel, Musiklabel, Platzierungen, Wochen, Auszeichnungen, Anmerkungen) | Anmerkungen                              |
| Jahr | Titel Musiklabel                    | DE | AT | CH | Anmerkungen                              |
| ---- | ----------------------------------- | --- | --- | --- | ---------------------------------------- |
| 1972 | Keine liebt dich so wie ich Polydor | — | — | — | Erstveröffentlichung: 1972               |
| 1974 | Nur noch einen Tanz Polydor         | — | — | — | Erstveröffentlichung: 1974               |
| 1974 | English Favorites Polydor           | — | — | — | Erstveröffentlichung: 1974               |
| 1979 | Ireen Sheer EMI                     | — | — | — | Erstveröffentlichung: August 1979        |
| 1991 | Ireen Sheer (1991) EMI              | — | — | — | Erstveröffentlichung: November 1991      |
| 1993 | Das gewisse Etwas Activ             | — | — | — | Erstveröffentlichung: 11. Oktober 1993   |
| 1995 | Tanz mit mir AME                    | — | — | — | Erstveröffentlichung: 30. November 1995  |
| 1997 | Ich vermisse Dich Koch              | — | — | — | Erstveröffentlichung: 17. März 1997      |
| 1998 | Weil Du mein Leben bist Koch        | — | — | — | Erstveröffentlichung: 10. November 1998  |
| 2000 | Ein Kuss … Koch                     | — | — | — | Erstveröffentlichung: 16. Oktober 2000   |
| 2001 | Zeitlos Koch                        | — | — | — | Erstveröffentlichung: 19. Oktober 2001   |
| 2003 | Leben heißt lieben Koch             | — | — | — | Erstveröffentlichung: 22. April 2003     |
| 2005 | Bin wieder verliebt White           | DE55 (2 Wo.)DE | — | — | Erstveröffentlichung: 12. September 2005 |
| 2007 | Mein Weg zu Dir White               | — | — | — | Erstveröffentlichung: 16. März 2007      |
| 2008 | Frei Gloriella                      | DE90 (1 Wo.)DE | — | — | Erstveröffentlichung: 11. Juli 2008      |
| 2010 | Männer Gloriella                    | — | — | — | Erstveröffentlichung: 7. Mai 2010        |
| 2012 | Heller als die Sterne Gloriella     | — | — | — | Erstveröffentlichung: 24. Februar 2012   |
| 2015 | Showtime Firework                   | — | — | — | Erstveröffentlichung: 18. September 2015 |
| 2022 | Auf Wiedersehn – Goodbye Telamo     | DE35 (1 Wo.)DE | — | CH75 (1 Wo.)CH | Erstveröffentlichung: 14. Januar 2022    |

grau schraffiert: keine Chartdaten aus diesem Jahr verfügbar

### Gemeinschaftsalben
| Jahr | Titel Musiklabel            | Anmerkungen                                               |
| ---- | --------------------------- | --------------------------------------------------------- |
| 2002 | Es ist niemals zu spät Koch | Erstveröffentlichung: 22. Februar 2002 mit Bernhard Brink |

### Kompilationen
| Jahr | Titel Musiklabel                             | Höchstplatzierung, Gesamtwochen, AuszeichnungChartplatzierungen (Jahr, Titel, Musiklabel, Platzierungen, Wochen, Auszeichnungen, Anmerkungen) | Höchstplatzierung, Gesamtwochen, AuszeichnungChartplatzierungen (Jahr, Titel, Musiklabel, Platzierungen, Wochen, Auszeichnungen, Anmerkungen) | Höchstplatzierung, Gesamtwochen, AuszeichnungChartplatzierungen (Jahr, Titel, Musiklabel, Platzierungen, Wochen, Auszeichnungen, Anmerkungen) | Anmerkungen                              |
| Jahr | Titel Musiklabel                             | DE | AT | CH | Anmerkungen                              |
| ---- | -------------------------------------------- | --- | --- | --- | ---------------------------------------- |
| 1976 | Addio amore mio Polydor                      | — | — | — | Erstveröffentlichung: Mai 1976           |
| 2013 | Jetzt oder nie – Ihre größten Hits Gloriella | — | — | — | Erstveröffentlichung: 13. September 2013 |
| 2019 | Ich muss mir nichts mehr beweisen Telamo     | DE40 (1 Wo.)DE | — | — | Erstveröffentlichung: 22. Februar 2019   |
| 2021 | Story meines Lebens Telamo                   | — | — | — | Erstveröffentlichung: 23. Juli 2021      |

grau schraffiert: keine Chartdaten aus diesem Jahr verfügbar

### Soundtracks
| Jahr | Titel Musiklabel                        | Anmerkungen                                  |
| ---- | --------------------------------------- | -------------------------------------------- |
| 1973 | Wenn jeder Tag ein Sonntag wär’ Polydor | Erstveröffentlichung: 1973 mit Chris Roberts |

### Weihnachtsalben
| Jahr | Titel Musiklabel                      | Anmerkungen                            |
| ---- | ------------------------------------- | -------------------------------------- |
| 2009 | Weihnachten mit Ireen Sheer Gloriella | Erstveröffentlichung: 6. November 2009 |

## Singles

### Als Leadmusikerin
| Jahr | Titel Album                                                                                  | Höchstplatzierung, Gesamtwochen, AuszeichnungChartplatzierungen (Jahr, Titel, Album, Platzierungen, Wochen, Auszeichnungen, Anmerkungen) | Höchstplatzierung, Gesamtwochen, AuszeichnungChartplatzierungen (Jahr, Titel, Album, Platzierungen, Wochen, Auszeichnungen, Anmerkungen) | Höchstplatzierung, Gesamtwochen, AuszeichnungChartplatzierungen (Jahr, Titel, Album, Platzierungen, Wochen, Auszeichnungen, Anmerkungen) | Anmerkungen |
| Jahr | Titel Album                                                                                  | DE | AT | CH | Anmerkungen |
| ---- | -------------------------------------------------------------------------------------------- | --- | --- | --- | --- |
| 1970 | Big Yellow Taxi English Favorites                                                            | — | — | — | Erstveröffentlichung: 15. Mai 1970 Original: Joni Mitchell                                                              |
| 1970 | Hey Pleasure Man (englische Version) / Oh Holiday (deutsche Version) English Favorites       | — | — | — | Erstveröffentlichung: 20. November 1970 (EN-Version) Erstveröffentlichung: 1971 (DE-Version)                            |
| 1971 | Another Place Another Time English Favorites                                                 | — | — | — | Erstveröffentlichung: 1971 Original: The Magic Lanterns                                                                 |
| 1971 | Many Rivers English Favorites                                                                | — | — | — | Erstveröffentlichung: 26. November 1971                                                                                 |
| 1972 | Oh Love, My Love Keine liebt dich so wie ich                                                 | — | — | — | Erstveröffentlichung: 1972 Original: Pop Tops – Oh Lord, Why Lord                                                       |
| 1972 | Keine liebt dich so wie ich                                                                  | — | — | — | Erstveröffentlichung: 1972                                                                                              |
| 1973 | Ein Mädchen und ein Mann –                                                                   | — | — | — | Erstveröffentlichung: Januar 1973 Original: Peter Skellern – You’re a Lady                                              |
| 1973 | Goodbye Mama Wenn jeder Tag ein Sonntag wär’                                                 | DE5 (18 Wo.)DE | — | CH2 (12 Wo.)CH | Erstveröffentlichung: April 1973                                                                                        |
| 1973 | Und wenn die Sonne scheint, denkt keiner an den Regen Wenn jeder Tag ein Sonntag wär’        | — | — | — | Erstveröffentlichung: September 1973                                                                                    |
| 1974 | Nur noch einen Tanz                                                                          | — | — | — | Erstveröffentlichung: Februar 1974                                                                                      |
| 1974 | Bye Bye I Love You English Favorites                                                         | — | — | — | Erstveröffentlichung: März 1974 Platz 4/18 beim ESC 1974                                                                |
| 1974 | Thank You (deutsche Version) Thank You (französische Version) Addio amore mio                | — | — | — | Erstveröffentlichung: Juni 1974 (DE-Version) Erstveröffentlichung: April 1975 (FR-Version)                              |
| 1975 | Hinter dem weißen Berg –                                                                     | — | — | — | Erstveröffentlichung: März 1975                                                                                         |
| 1975 | Ach, laß mich noch einmal in deine Augen seh’n Addio amore mio                               | — | — | — | Erstveröffentlichung: Oktober 1975                                                                                      |
| 1976 | Addio amore mio (… wir seh’n uns nächstes Jahr) Addio amore mio                              | — | — | — | Erstveröffentlichung: 1. März 1976                                                                                      |
| 1976 | Der Sommer kam zu mir –                                                                      | — | — | — | Erstveröffentlichung: August 1976                                                                                       |
| 1976 | Du bist das, was ich will –                                                                  | — | — | — | Erstveröffentlichung: September 1976 mit Gavin Du Porter; Original: Elton John & Kiki Dee – Don’t Go Breaking My Heart  |
| 1977 | Mach die Augen zu –                                                                          | DE45 (1 Wo.)DE | — | — | Erstveröffentlichung: Juni 1977                                                                                         |
| 1977 | Du mußt nicht mehr weinen, Maria –                                                           | — | — | — | Erstveröffentlichung: Dezember 1977                                                                                     |
| 1978 | Hey Junge, sag das noch einmal –                                                             | — | — | — | Erstveröffentlichung: Januar 1978                                                                                       |
| 1978 | Feuer / Fire (englische Version) Ireen Sheer                                                 | DE39 (5 Wo.)DE | — | — | Erstveröffentlichung: März 1978 (DE-Version) Erstveröffentlichung: 24. April 1978 (EN-Version) Platz 6/20 beim ESC 1978 |
| 1978 | Hey Mr. Musicman Ireen Sheer                                                                 | — | — | — | Erstveröffentlichung: August 1978                                                                                       |
| 1979 | Wo soll denn die Liebe bleiben? Ireen Sheer                                                  | — | — | — | Erstveröffentlichung: April 1979                                                                                        |
| 1979 | Das Lied der schönen Helena Ireen Sheer                                                      | — | — | — | Erstveröffentlichung: September 1979                                                                                    |
| 1980 | Spiel das nochmal –                                                                          | — | — | — | Erstveröffentlichung: 14. April 1980                                                                                    |
| 1980 | Xanadu Tanz mit mir                                                                          | — | — | — | Erstveröffentlichung: August 1980 Original: Olivia Newton-John & Electric Light Orchestra                               |
| 1981 | Liebe auf Eis / L’amour Est Mort (französische Version) –                                    | — | — | — | Erstveröffentlichung: 26. Mai 1981 mit Gilbert Bécaud Original: Neil Diamond – Love on the Rocks                        |
| 1981 | Nur ein Clown versteckt die Tränen –                                                         | — | — | — | Erstveröffentlichung: Juni 1981                                                                                         |
| 1981 | Geh, wenn du willst –                                                                        | — | — | — | Erstveröffentlichung: 26. Oktober 1981                                                                                  |
| 1982 | Hätt’ ich nur ein Wort gesagt –                                                              | — | — | — | Erstveröffentlichung: 1982                                                                                              |
| 1982 | Erst wenn die Sonne nicht mehr scheint –                                                     | — | — | — | Erstveröffentlichung: 1982                                                                                              |
| 1983 | Ich hab’ Gefühle –                                                                           | — | — | — | Erstveröffentlichung: 17. August 1983                                                                                   |
| 1984 | State of Emergency –                                                                         | — | — | — | Erstveröffentlichung: Juli 1984                                                                                         |
| 1985 | Hab’ ich dich heut’ Nacht verloren? –                                                        | — | — | — | Erstveröffentlichung: 2. August 1985                                                                                    |
| 1985 | Children, Kinder, Enfants So viele Lieder sind in mir: Ralph Siegel – Ein Komponistenporträt | — | — | — | Erstveröffentlichung: 1985 Platz 13/19 beim ESC 1985; mit Margo, F. Olivier, D. Solomon, M. Roberts & C. Roberts        |
| 1986 | Wenn du eine Frau wärst und ich wär’ ein Mann –                                              | — | — | — | Erstveröffentlichung: Juli 1986                                                                                         |
| 1987 | Who Is Sylvia? –                                                                             | — | — | — | Erstveröffentlichung: 1987 mit Marco Bakker                                                                             |
| 1988 | Ich bin da Ireen Sheer (1991)                                                                | — | — | — | Erstveröffentlichung: Mai 1988                                                                                          |
| 1989 | Liebe macht stark Ireen Sheer (1991)                                                         | — | — | — | Erstveröffentlichung: August 1989                                                                                       |
| 1990 | Die Frau, die bleibt Ireen Sheer (1991)                                                      | — | — | — | Erstveröffentlichung: März 1990                                                                                         |
| 1990 | Fantasy Island Ireen Sheer (1991)                                                            | — | — | — | Erstveröffentlichung: September 1990                                                                                    |
| 1991 | Heut’ abend hab’ ich Kopfweh Ireen Sheer (1991)                                              | DE47 (7 Wo.)DE | — | — | Erstveröffentlichung: April 1991 Original: Hanny – Maar vanavond heb ik hoofdpijn                                       |
| 1991 | Seit Du fort bist Ireen Sheer (1991)                                                         | — | — | — | Erstveröffentlichung: Oktober 1991                                                                                      |
| 1992 | Du gehst fort Das gewisse Etwas                                                              | — | — | — | Erstveröffentlichung: Juli 1992 mit Bernhard Brink Original: Alain Barrière & Noëlle Cordier – Tu t’en vas              |
| 1993 | Wahnsinn Das gewisse Etwas                                                                   | — | — | — | Erstveröffentlichung: April 1993                                                                                        |
| 1993 | Komm, ich mach das schon Das gewisse Etwas                                                   | — | — | — | Erstveröffentlichung: 4. Oktober 1993                                                                                   |
| 1994 | Schöner Mann Das gewisse Etwas                                                               | — | — | — | Erstveröffentlichung: April 1994                                                                                        |
| 1994 | Das gewisse Etwas                                                                            | — | — | — | Erstveröffentlichung: Oktober 1994                                                                                      |
| 1995 | African Blue Tanz mit mir                                                                    | — | — | — | Erstveröffentlichung: 21. September 1995                                                                                |
| 1995 | The First Noel –                                                                             | — | — | — | Erstveröffentlichung: November 1995                                                                                     |
| 1995 | Zwei Herzen – ein Gedanke Tanz mit mir                                                       | — | — | — | Erstveröffentlichung: 1995 mit Gavin Du Porter                                                                          |
| 1996 | Prima Ballerina Tanz mit mir                                                                 | — | — | — | Erstveröffentlichung: 11. April 1996                                                                                    |
| 1996 | Der Hit auf Hit Mix Ich vermisse Dich                                                        | — | — | — | Erstveröffentlichung: 15. Juli 1996                                                                                     |
| 1996 | Genau wie Du Ich vermisse Dich                                                               | — | — | — | Erstveröffentlichung: 15. August 1996                                                                                   |
| 1996 | Nina Bobo Ich vermisse Dich                                                                  | — | — | — | Erstveröffentlichung: 5. September 1996                                                                                 |
| 1997 | Ich vermisse Dich                                                                            | — | — | — | Erstveröffentlichung: 3. Januar 1997                                                                                    |
| 1997 | Solange tanz ich allein Ich vermisse Dich                                                    | — | — | — | Erstveröffentlichung: 16. Juni 1997                                                                                     |
| 1997 | Heute Nacht bist Du da Ich vermisse Dich                                                     | — | — | — | Erstveröffentlichung: 1. Oktober 1997                                                                                   |
| 1998 | Männer wie Du Ich vermisse Dich                                                              | — | — | — | Erstveröffentlichung: 2. März 1998                                                                                      |
| 1998 | Tennessee Waltz Weil Du mein Leben bist                                                      | — | — | — | Erstveröffentlichung: 9. Oktober 1998 Original: von: Cowboy Copas                                                       |
| 1999 | Manchmal in der Nacht Weil Du mein Leben bist                                                | — | — | — | Erstveröffentlichung: 6. Mai 1999                                                                                       |
| 2000 | Lüg’ – wenn Du kannst Weil Du mein Leben bist                                                | — | — | — | Erstveröffentlichung: 10. Januar 2000                                                                                   |
| 2000 | Ein Kuss von Dir Ein Kuss …                                                                  | — | — | — | Erstveröffentlichung: 4. August 2000                                                                                    |
| 2001 | Ich kann für nichts garantieren Ein Kuss …                                                   | — | — | — | Erstveröffentlichung: 18. Januar 2001                                                                                   |
| 2001 | Farewell and Goodbye Zeitlos                                                                 | — | — | — | Erstveröffentlichung: 20. Juli 2001                                                                                     |
| 2001 | Wer kann dir schon widersteh’n Zeitlos                                                       | — | — | — | Erstveröffentlichung: 16. November 2001                                                                                 |
| 2002 | Es ist niemals zu spät                                                                       | — | — | — | Erstveröffentlichung: 8. Februar 2002 mit Bernhard Brink                                                                |
| 2002 | Jede Nacht mit dir ist Wahnsinn Zeitlos                                                      | — | — | — | Erstveröffentlichung: 24. April 2002                                                                                    |
| 2004 | A domani amore Bin wieder verliebt                                                           | — | — | — | Erstveröffentlichung: 2. August 2004                                                                                    |
| 2004 | Ich hab’ den Himmel geseh’n Bin wieder verliebt                                              | — | — | — | Erstveröffentlichung: 25. Oktober 2004                                                                                  |
| 2005 | I Do Love You Bin wieder verliebt                                                            | — | — | — | Erstveröffentlichung: 14. Februar 2005                                                                                  |
| 2005 | Frauen ab 40 sind der Hit Ein Kuss …                                                         | — | — | — | Erstveröffentlichung: 12. April 2005                                                                                    |
| 2005 | Bin wieder verliebt                                                                          | — | — | — | Erstveröffentlichung: 17. Mai 2005                                                                                      |
| 2005 | Heut’ verkauf’ ich meinen Mann Bin wieder verliebt                                           | — | — | — | Erstveröffentlichung: 15. August 2005                                                                                   |
| 2005 | Bitte geh Bin wieder verliebt                                                                | — | — | — | Erstveröffentlichung: 7. September 2005                                                                                 |
| 2006 | Du bist heut’ Nacht nicht allein Bin wieder verliebt                                         | — | — | — | Erstveröffentlichung: 10. März 2006                                                                                     |
| 2006 | La bella bella musica Bin wieder verliebt                                                    | — | — | — | Erstveröffentlichung: April 2006                                                                                        |
| 2006 | Du und ich Mein Weg zu Dir                                                                   | — | — | — | Erstveröffentlichung: 3. November 2006                                                                                  |
| 2008 | Ich bin wieder da Mein Weg zu Dir                                                            | — | — | — | Erstveröffentlichung: August 2007                                                                                       |
| 2008 | Hand aufs Herz Frei                                                                          | — | — | — | Erstveröffentlichung: 28. März 2008                                                                                     |
| 2008 | Buona sera cara mia Frei                                                                     | — | — | — | Erstveröffentlichung: Juni 2008                                                                                         |
| 2008 | Dann kamst Du Frei                                                                           | — | — | — | Erstveröffentlichung: 13. Juni 2008                                                                                     |
| 2010 | Ach, lass’ mich noch einmal Männer                                                           | — | — | — | Erstveröffentlichung: 22. Januar 2010                                                                                   |
| 2011 | Wahnsinn 2011 Heller als die Sterne                                                          | — | — | — | Erstveröffentlichung: 23. September 2011                                                                                |
| 2011 | Nimm meine Hand Heller als die Sterne                                                        | — | — | — | Erstveröffentlichung: 12. Oktober 2011                                                                                  |
| 2011 | Ich glaube an Engel Heller als die Sterne                                                    | — | — | — | Erstveröffentlichung: 25. November 2011                                                                                 |
| 2015 | Du wirst mir fehlen –                                                                        | — | — | — | Erstveröffentlichung: 17. April 2015                                                                                    |
| 2015 | Wie ein Feuerwerk Showtime                                                                   | — | — | — | Erstveröffentlichung: 30. April 2015                                                                                    |
| 2015 | Der perfekte Moment Showtime                                                                 | — | — | — | Erstveröffentlichung: 21. August 2015                                                                                   |
| 2015 | Santa Claus, spann die Rentiere ein –                                                        | — | — | — | Erstveröffentlichung: 6. November 2015                                                                                  |
| 2015 | Diamanten Showtime                                                                           | — | — | — | Erstveröffentlichung: 4. Dezember 2015                                                                                  |
| 2016 | Heiss und kalt Showtime                                                                      | — | — | — | Erstveröffentlichung: 29. Januar 2016                                                                                   |
| 2016 | Zeit zum Leben Showtime                                                                      | — | — | — | Erstveröffentlichung: 25. März 2016                                                                                     |
| 2016 | Celebrar uma festa Ich muss mir nichts mehr beweisen                                         | — | — | — | Erstveröffentlichung: 10. Juni 2016                                                                                     |
| 2017 | Ich werde tanzen geh’n Ich muss mir nichts mehr beweisen                                     | — | — | — | Erstveröffentlichung: 3. März 2017                                                                                      |
| 2017 | Du bist mein allergrößter Fehler Ich muss mir nichts mehr beweisen                           | — | — | — | Erstveröffentlichung: 30. Juni 2017                                                                                     |
| 2018 | Was Du nicht weißt Ich muss mir nichts mehr beweisen                                         | — | — | — | Erstveröffentlichung: 19. Januar 2018                                                                                   |
| 2018 | Hello Mr. Universe Ich muss mir nichts mehr beweisen                                         | — | — | — | Erstveröffentlichung: 22. Juni 2018                                                                                     |
| 2019 | Du bist wie ein Wirbelwind Ich muss mir nichts mehr beweisen                                 | — | — | — | Erstveröffentlichung: 25. Januar 2019                                                                                   |
| 2020 | Ich will die Frau sein, die dich liebt Story meines Lebens                                   | — | — | — | Erstveröffentlichung: 7. August 2020                                                                                    |
| 2020 | Ich würd so gerne noch einmal Story meines Lebens                                            | — | — | — | Erstveröffentlichung: 20. November 2020                                                                                 |
| 2021 | Story meines Lebens                                                                          | — | — | — | Erstveröffentlichung: 19. März 2021                                                                                     |
| 2021 | Immer wenn ich tanzen kann Auf Wiedersehn – Goodbye                                          | — | — | — | Erstveröffentlichung: 30. Juli 2021                                                                                     |
| 2021 | Abschied ist wie ein neues Leben Auf Wiedersehn – Goodbye                                    | — | — | — | Erstveröffentlichung: 27. November 2021                                                                                 |

grau schraffiert: keine Chartdaten aus diesem Jahr verfügbar

### Als Gastmusikerin
| Jahr | Titel Album                                                 | Anmerkungen                                                                   |
| ---- | ----------------------------------------------------------- | ----------------------------------------------------------------------------- |
| 2012 | Maybe Tonight Need 2 C You                                  | Erstveröffentlichung: 21. September 2012 The Rattles feat. Ireen Sheer        |
| 2015 | Wer die Augen schließt (wird nie die Wahrheit seh’n) 2015 – | Erstveröffentlichung: 3. Dezember 2015 als Teil von Mut zur Menschlichkeit    |
| 2017 | Auf einmal (Weihnachtsschlager) –                           | Erstveröffentlichung: 27. November 2017 als Teil von Schlagerstars für Kinder |
| 2021 | Wie ein Land –                                              | Erstveröffentlichung: 30. Juli 2021 mit Various Artists                       |

## Videoalben und Musikvideos

### Videoalben
| Jahr | Titel Musiklabel                             | Anmerkungen                             |
| ---- | -------------------------------------------- | --------------------------------------- |
| 2001 | Ein Kuss … – Frühling in Mallorca Koch Music | Erstveröffentlichung: 20. November 2001 |

### Musikvideos
| Jahr | Titel                                                     | Regie         |
| ---- | --------------------------------------------------------- | ------------- |
| 2015 | Wer die Augen schließt (wird nie die Wahrheit seh’n) 2015 | Thomas Jünger |
| 2017 | Auf einmal (Weihnachtsschlager) (2 Versionen)             |               |
| 2019 | Du bist wie ein Wirbelwind                                |               |
| 2019 | Keiner lässt mich fliegen so wie Du                       |               |
| 2021 | Story meines Lebens                                       |               |
| 2022 | Goodbye                                                   |               |

## Promoveröffentlichungen
| Jahr | Titel Album                                                               | Anmerkungen                                                                                       |
| ---- | ------------------------------------------------------------------------- | ------------------------------------------------------------------------------------------------- |
| 1995 | Peter Kreuder Dance Medley –                                              | Erstveröffentlichung: 1995 mit Volker Bengl, Dieter Thomas Heck, Andreas Martin & Judy Weiss      |
| 1999 | Er kann nicht tanzen Tanz mit mir                                         | Erstveröffentlichung: 20. April 1999                                                              |
| 2003 | Wenn du den Mond siehst Zeitlos                                           | Erstveröffentlichung: 2003 Original: LeAnn Rimes – Can’t Fight the Moonlight                      |
| 2003 | Ich bin stark Leben heißt lieben                                          | Erstveröffentlichung: 2003                                                                        |
| 2003 | Music Is My Life Leben heißt lieben                                       | Erstveröffentlichung: 2003                                                                        |
| 2004 | Ich komm wieder Leben heißt lieben                                        | Erstveröffentlichung: 2004                                                                        |
| 2007 | Und dann liege ich in deinen Armen Bin wieder verliebt                    | Erstveröffentlichung: 6. April 2007                                                               |
| 2008 | Bleib heute Nacht Frei                                                    | Erstveröffentlichung: 5. September 2008                                                           |
| 2009 | In die Sonne Frei                                                         | Erstveröffentlichung: 6. Mai 2009                                                                 |
| 2010 | Männer wollen alle das Eine Männer                                        | Erstveröffentlichung: 7. April 2010                                                               |
| 2010 | Jeder Tag Männer                                                          | Erstveröffentlichung: 12. August 2010 Promo-CD zur Hochzeit von Ireen Sheer und Klaus-Jürgen Kahl |
| 2010 | Jeden Tag Männer                                                          | Erstveröffentlichung: November 2010                                                               |
| 2011 | Sunshine in the Rain Männer                                               | Erstveröffentlichung: April 2011                                                                  |
| 2012 | Mehr als nur perfekt Heller als die Sterne                                | Erstveröffentlichung: Februar 2012                                                                |
| 2012 | Regen an einem Sonntag Heller als die Sterne                              | Erstveröffentlichung: Juni 2012                                                                   |
| 2013 | Wir dreh’n die Zeit zurück Heller als die Sterne                          | Erstveröffentlichung: 29. April 2013                                                              |
| 2013 | Zumba Zumba Jetzt oder nie – Ihre grössten Hits                           | Erstveröffentlichung: August 2013                                                                 |
| 2014 | Du bist meine Liebe, nicht mein Leben Jetzt oder nie – Ihre grössten Hits | Erstveröffentlichung: März 2014                                                                   |
| 2014 | Was ist dir die Liebe Wert Jetzt oder nie – Ihre grössten Hits            | Erstveröffentlichung: Juli 2014                                                                   |
| 2019 | Tennessee Waltz Ich muss mir nichts mehr beweisen                         | Erstveröffentlichung: 3. Mai 2019                                                                 |
| 2019 | Keiner läßt mich fliegen so wie du Ich muss mir nichts mehr beweisen      | Erstveröffentlichung: 12. Juli 2019                                                               |
| 2019 | Männergrippe Ich muss mir nichts mehr beweisen                            | Erstveröffentlichung: 11. Oktober 2019                                                            |
| 2022 | Ab jetzt wird gelebt Auf Wiedersehn – Goodbye                             | Erstveröffentlichung: 19. August 2022                                                             |

## Sonderveröffentlichungen
| Jahr | Titel Album                                                   | Anmerkungen                                                                                         |
| ---- | ------------------------------------------------------------- | --------------------------------------------------------------------------------------------------- |
| 2012 | Maybe Tonight Need 2 C You                                    | Erstveröffentlichung: 21. September 2012 The Rattles feat. Ireen Sheer                              |
| 2013 | Hände zum Himmel                                              | Erstveröffentlichung: 13. September 2013 Sascha Heyna feat. Ireen Sheer; Original: Hansi Hinterseer |
| 2016 | Schön, dass es dich gibt Mittenrein ins Glück                 | Erstveröffentlichung: 29. April 2016 Patrick Lindner mit Ireen Sheer                                |
| 2018 | Rosen ohne Dornen (Medley 2018) Auf Du und Du                 | Erstveröffentlichung: 20. Juli 2018 Andrea Jürgens mit Ireen Sheer                                  |
| 2019 | Strangers in the Night 25 Jahre Maximilian Arland und Freunde | Erstveröffentlichung: 24. Mai 2019 Maximilian Arland & Ireen Sheer; Original: Frank Sinatra         |

| Jahr | Titel Album                                                                    | Anmerkungen                                                                         |
| ---- | ------------------------------------------------------------------------------ | ----------------------------------------------------------------------------------- |
| 1996 | Lasst uns an Wunder glauben Viermal das Beste – Die großen Hits der Superstars | Erstveröffentlichung: 26. August 1996 mit Nicole, Angelika Milster & Vicky Leandros |

| Jahr | Titel Soundtrack                                                        | Anmerkungen                                                                                       |
| ---- | ----------------------------------------------------------------------- | ------------------------------------------------------------------------------------------------- |
| 1981 | Liebe auf Eis / L’amour Est Mort (französische Version) Der Jazz-Sänger | Erstveröffentlichung: 26. Mai 1981 mit Gilbert Bécaud; Original: Neil Diamond – Love on the Rocks |

## Statistik

### Chartauswertung
|                     | DE    | AT    | CH    |
| ------------------- | ----- | ----- | ----- |
| Nummer-eins-Alben   | DE—DE | AT—AT | CH—CH |
| Top-10-Alben        | DE—DE | AT—AT | CH—CH |
| Alben in den Charts | DE4DE | AT—AT | CH1CH |

|                       | DE    | AT    | CH    |
| --------------------- | ----- | ----- | ----- |
| Nummer-eins-Singles   | DE—DE | AT—AT | CH—CH |
| Top-10-Singles        | DE1DE | AT—AT | CH1CH |
| Singles in den Charts | DE4DE | AT—AT | CH1CH |